# Henrik Lund (Ingenieurwissenschaftler)
Henrik Lund (* 1960 in Aalborg) ist ein dänischer Ingenieurwissenschaftler und Hochschullehrer an der Universität Aalborg. Seine Forschungsschwerpunkte sind Energiesystemanalyse, Machbarkeitsstudien sowie staatliche Regulierung und technologischer Wandel, insbesondere im Bereich Nachhaltige Energiesysteme, Energiewende sowie Erneuerbare Energien. Lund ist Herausgeber der wissenschaftlichen Fachzeitschrift Energy und wird von Thomson Reuters in der Kategorie Ingenieurswesen als Highly Cited Researcher geführt, womit er in seinem Fachgebiet zu den angesehensten Wissenschaftlern der Welt zählt. Sein h-Index betrug im Dezember 2019 nach Web of Knowledge 49, nach Scopus 54. Nach Google Scholar lag er im März 2025 bei 89.

## Akademische Laufbahn
Lund studierte Ingenieurswesen an der Universität Aalborg und schloss dieses Studium 1985 mit dem Master of Science ab. Nach Promotionsstudium in Aalborg sowie einem Aufenthalt am Imperial College of Science and technology an der Universität London erwarb er 1990 in Aalborg mit einer Arbeit über die Realisierung nachhaltiger Energiesystem den Ph.D. 2009 promovierte er erneut über „Choice awareness und Erneuerbare Energiesysteme“ zum Dr. techn.
Nach Anstellung als Research Fellow und Promotionsstudent in den Jahren 1985 bis 1990 wurde Lund nach erfolgreicher Promotion 1990 zunächst Assistant Professor und 1993 Associate Professor an der Universität Aalborg. 2006 erhielt er schließlich einen eigenen Lehrstuhl, den er bis heute bekleidet. Parallel zu diesem akademischen Werdegang war er auch in verschiedenen Positionen in der Wirtschaft sowie verschiedenen Organisationen im Umwelt- und Energiebereich tätig.

## Tätigkeiten in Fachzeitschriften
Lund ist Herausgeber der Fachzeitschrift Energy und Mitherausgeber von Energy Strategy Reviews und dem International Journal of Energy Technology and Policy. Zudem zählt er zum Herausgeberkreis der Zeitschriften Renewable Energy, Applied Energy und International journal of Alternative Propulsion und war Gastherausgeber verschiedener Spezialausgaben in mehreren Zeitschriften. Als Reviewer ist er für verschiedene Zeitschriften tätig, u. a. für Energy Policy, Applied Thermal Engineering, das International Journal of Hydrogen Energy und das Journal of Cleaner Production.

## Werke
Bis 2011 hatte Lund rund 70 Publikationen in begutachteten internationalen Fachzeitschriften publiziert, dazu rund 40 Konferenzbeiträge. Dazu hat er ca. 40 Bücher bzw. Berichte über Energiesystemplanung sowie ca. 75 sonstige Artikel und Buchkapitel verfasst.

### Monographien (Auswahl)
- Henrik Lund, Renewable Energy Systems: A Smart Energy Systems Approach to the Choice and Modeling of 100 % Renewable Solutions, Academic Press 2014, ISBN 978-0-12-410423-5.

### Fachaufsätze (Auswahl)
- H. Lund, P. A. Østergaard, D. Connolly, B. V. Mathiesen: Smart energy and smart energy systems. In: Energy. Band 137, 2017, S. 556–565, doi:10.1016/j.energy.2017.05.123.
- B. V. Mathiesen, H. Lund, D. Conolly, H. Wenzel, P.A. Østergaard, B. Möller, S. Nielsen, I. Ridjan, P. Karnøe, K. Sperling, F. K. Hvelplund, Smart Energy Systems for coherent 100% renewable energy and transport solutions. In: Applied Energy 145, (2015), 139–154, doi:10.1016/j.apenergy.2015.01.075.
- H. Lund, S. Werner, R. Wiltshire, S. Svendsen, J. E. Thorsen, F. Hvelplund, B. V. Mathiesen, 4th Generation District Heating (4GDH): Integrating smart thermal grids into future sustainable energy systems. In: Energy 68, (2014), Pages 1–11, doi:10.1016/j.energy.2014.02.089
- D. Connolly, H. Lund, B.V. Mathiesen, S. Werner, B. Möller, U. Persson, T. Boermans, D. Trier, P.A. Østergaard, S. Nielsen, Heat Roadmap Europe: Combining district heating with heat savings to decarbonise the EU energy system. In: Energy Policy 65, (2014), 475–489, doi:10.1016/j.enpol.2013.10.035.
- H. Lund, B. V. Mathiesen, The role of Carbon Capture and Storage in a future sustainable energy system. In: Energy 44, Issue 1, (2012) 469–476, doi:10.1016/j.energy.2012.06.002.
- H. Lund, A. N. Andersen, P. A. Østergaard, B. V. Mathiesen, D. Conolly, From electricity smart grids to smart energy systems – A market operation based approach and understanding. In: Energy 42, Issue 1, (2012) 96–102, doi:10.1016/j.energy.2012.04.003.
- B. V. Mathiesen, H. Lund, K. Karlsson, 100% Renewable energy systems, climate mitigation and economic growth. In: Applied Energy 88, Issue 2, (2011) 488–501, doi:10.1016/j.apenergy.2010.03.001.
- D. Conolly, H. Lund, B.V. Mathiesen, M Leahy, A review of computer tools for analysing the integration of renewable energy into various energy systems. In: Applied Energy 87, Issue 4, (2010), 1059–1082, doi:10.1016/j.apenergy.2009.09.026.
- H. Lund, B. Möller, B.V. Mathiesen, A. Dyrelund, The role of district heating in future renewable energy systems. In: Energy 35, Issue 3, (2010), 1381–1390, doi:10.1016/j.energy.2009.11.023.
- H. Lund, B.V. Mathiesen, Energy system analysis of 100% renewable energy systems - The case of Denmark in years 2030 and 2050. In: Energy 34, Issue 5, (2009), 524–531, doi:10.1016/j.energy.2008.04.003.
- H. Lund, W. Kempton, Integration of renewable energy into the transport and electricity sectors through V2G. In: Energy Policy 36, Issue 9, (2008), 3578–3587, doi:10.1016/j.enpol.2008.06.007.
- H. Lund, Renewable energy strategies for sustainable development. In: Energy 32, Issue 6, (2007), 912–919, doi:10.1016/j.energy.2006.10.017.
- H. Lund, Large-scale integration of wind power into different energy systems. In: Energy 30, Issue 13, (2005),  2402–2412, doi:10.1016/j.energy.2004.11.001.

## Auszeichnungen
- Goldmedaille der International Energy Foundation für beste Forschungsarbeit im Bereich „Energy Policies and Economics“